# 서울 석촌동 고분군
서울 석촌동 고분군(서울 石村洞 古墳群)은 대한민국 서울특별시 송파구 석촌동에 있는 백제 초기의 무덤이다. 1975년 5월 27일 대한민국의 사적 제243호 석촌동백제초기적석총으로 지정되었다가, 2011년 7월 28일 지역명 병기 및 한글맞춤법(띄어쓰기)을 적용하여 문화재 명칭이 서울 석촌동 고분군으로 변경되었다.

## 개요
이 일대에는 1916년 조사 당시 90여 기의 적석총(돌무지무덤)과 봉토분(흙무덤)이 분포하고 있었으며, '석촌'이라는 마을 이름도 돌무지무덤이 많다고 하는 데서 유래된 것이라 한다. 광복부터 1960년대 초까지 나라에 많은 전쟁과 난이 일어나며 고분 유적지는 잊혀지다 시피 방치되며 무덤 위에 무허가 민가들이 들어설 정도로 마구잡이로 훼손이 되었다. 이후 1971년부터 1975년까지 4차에 걸쳐 암사동 유적에 대한 체계적인 발굴이 국립중앙박물관에 의해 이루어졌으나, 이후 도시개발 등으로 유구가 99% 이상 사라지고 고분군의 서쪽 일부만 지금과 같은 모습으로 남았다.

### 발굴조사
1960년도에 들어서 일제시대 이후 처음 자체적인 한강지역 백제 유적들의 발굴조사가 시작되었다, 그러나 옛부터 일어난 홍수로 인해 유적들이 대부분 파괴된 상태였다고 한다.
1970년 서울에 거주 중인 미국인 에디와 넬슨이 토기 파편을 주우러 강변을 다니다 한강변에 지붕의 서까래 같은 것이 꽂혀 있다는 제보를 하였다. 본격적인 발굴은 하지 못하고 있다가 1971년부터 이 지역이 잠실지구개발사업에 따라 매몰될 것이라는 소식을 듣고 국립박물관에서 급히 구제적 발굴을 실시하게 된다.
1974년 가을 김원룡 교수가 이끈 서울대박물관 발굴단이 3·4호분을 긴급 발굴조사를 실시하였고, 그 결과 국내성(환런·桓仁) 인근의 고구려 적석총과 유사한 백제 적석총의 구조와 축조양식이 확인되며 1975년 5월 27일에 1513평이 사적 제243호로 지정되었다.
1983년에 고분들 사이를 관통하는 도로공사가 시행되며 3호분의 기단부가 잘려나간다. 이때 이형구 교수의 노력으로 석촌동 3호분과 그 일대가 다시 조사되면서 대형 돌무지무덤 7기와 널무덤, 독무덤 등 30여 기 이상이 확인되며 1983년 문화재위원회가 사적의 지정면적을 기존 1513평에서 4928평으로 넓히기로 결정했다.
"백제 고분이 3분의 2가량 잘려나가면서 그 안에 안장돼있던 백제인의 유골들이 포클레인 날에 찍혀나간 흔적을 보았습니다. 잘려나간 판축에서 갈비뼈와 다리뼈가 보였습니다. 가슴이 찢어지는 것 같았습니다. 4호분을 돌아봤습니다. 고분의 판축이 역시 파괴되었습니다. 무덤으로 들어가는 길(묘도)과 무덤방(묘실) 역시 마찬가지였습니다. 마치 분화구 같이 파였습니다."
 — 이형구 한국정신문화원 교수
2년 뒤인 1985년에 정부는 석촌동 고분을 포함한 강남 일대의 '백제유적보존령'을 내리며 석촌동·방이동 고분군과 몽촌토성 등에 519억원을 들여 정비하고, 백제왕릉으로 추정되는 석촌동 고분군은 1513평의 사적면적을 10배가 넘는 1만7000평으로 확대한다. 1987년에는 인근의 민가들이 철거되면서 전면적인 조사가 이루어지고 백제고분공원이 조성되었다.
이곳의 적석총은 외형상 고구려의 발달된 기단식 적석총과 같지만 내부 구조면에서는 서로 다른 유형이다. 즉 3호 적석총은 무덤의 안팎을 모두 돌로 쌓은 고구려식이며, 2호와 4호 적석총은 기단과 계단 외부를 돌로 쌓았지만 내부를 흙으로 채웠다는 점에서 백제식이다. 기단부만 남은 1호 적석총은 두 기의 무덤이 남북으로 연결되어 있었는데, 남분은 고구려식이고 북분은 백제식이다. 무덤 내부와 주변에서 백제 토기와 와당, 금제 귀걸이 등이 출토되었다. 3호 적석총은 밑변 50m, 높이 4.5m에 달하는 거대한 규모로 4세기 후반경의 왕릉으로 추정되고 있다.
2015년에 싱크홀이 발생한 후로 현재 계속 발굴조사중에 있다. 2020년 조사결과 여러 호의 적석총이 이어져있는 연접적석총의 형태로 확인이 되었고, 적석총의 밑에 목곽분이 추가로 확인되었다. 화장 후 분골한 인골이 발굴되었다.

## 석촌동 제1호분

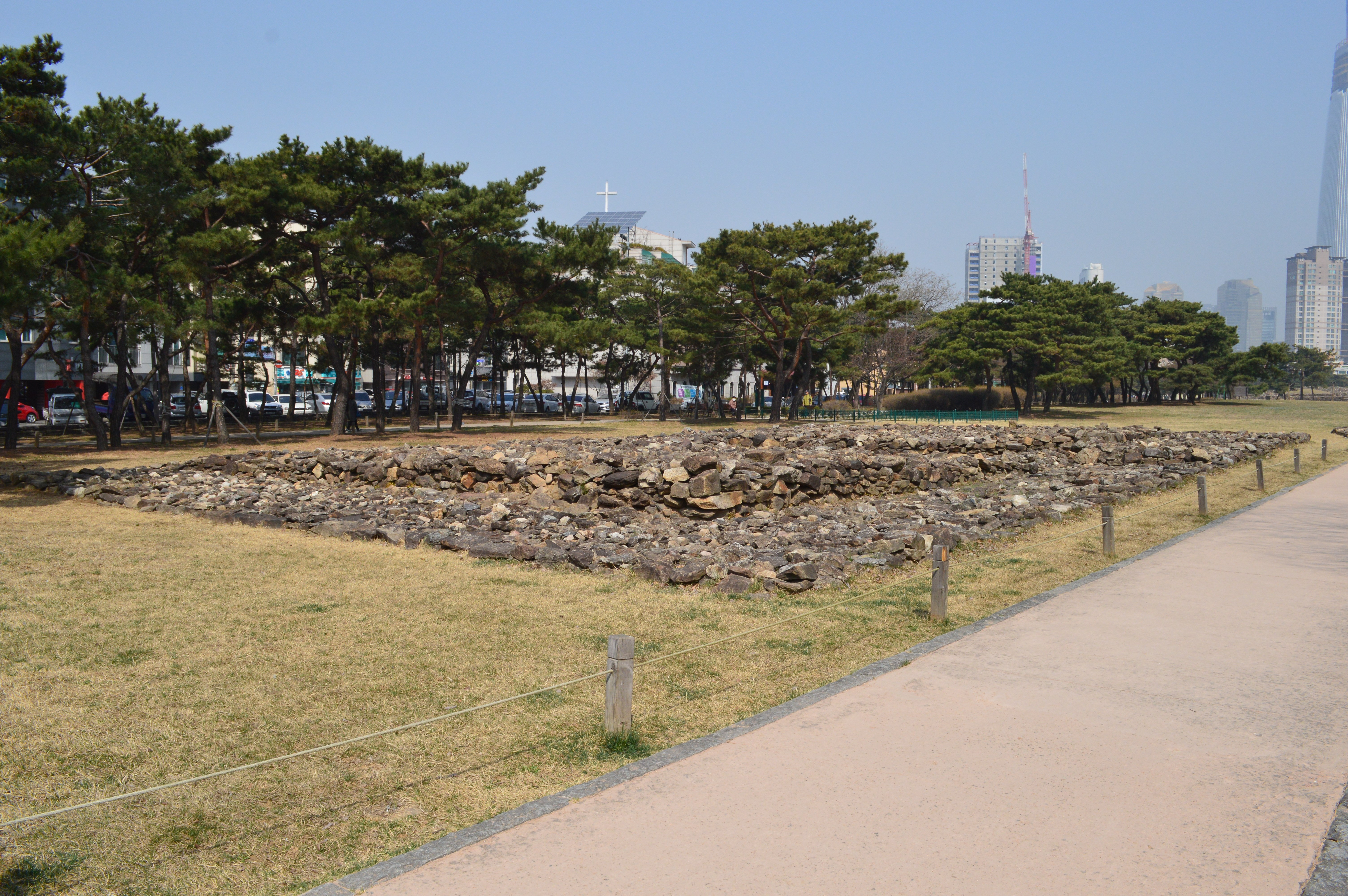
석촌동 제1호분

일찍이 파괴된 고분 위에 흙이 덮이고 민가가 들어서 상부구조는 알 수 없으나, 발굴 조사에서 드러난 적석 상태에 의하여 2기의 고분이 합쳐져 이루어진 쌍분으로 보인다.
즉 동서 9.9m, 남북 8.9m 크기의 북분과 동서 9.6m, 남북 9.8m 크기의 남분이 합쳐진 것인데 함침에 있어 남·북분 서쪽 기단부는 너비 3.2m의 적석단으로 이어졌다.
내부 구조는 남분에서만 확인되었는데 길이 20cm~30cm 크기의 표갠돌로 네 벽을 쌓고 바닥에 10cm 안팎 포갠 돌 조각·자갈 등을 깐 석곽 4개가 있었다. 4개의 석곽 중 중앙에 가장 큰 것이 장축을 동서 방향으로 놓였으며 작은 석곽 3개는 북쪽 적석벽에 잇대어 동서 방향으로 1열을 이루고 놓여 있었다. 가장 큰 중앙의 석곽은 길이 약 2.5m 너비 약 2.3m이고 1호 소형석곽은 길이 약 1.8m·너비 1.2m, 2호 소형석곽은 길이 1.6m·너비 1.4m, 3호 소형석곽은 길이 1.2m·너비 1.0m이다.
그리고 평면모양이 이 적석총과 거의 같은 것으로는 고구려의 적석총인 중국 길림성 환인현 고려묘자촌 제15호분, 평안북도 송암일 제45호분 등이 있다.

## 석촌동 제2호분

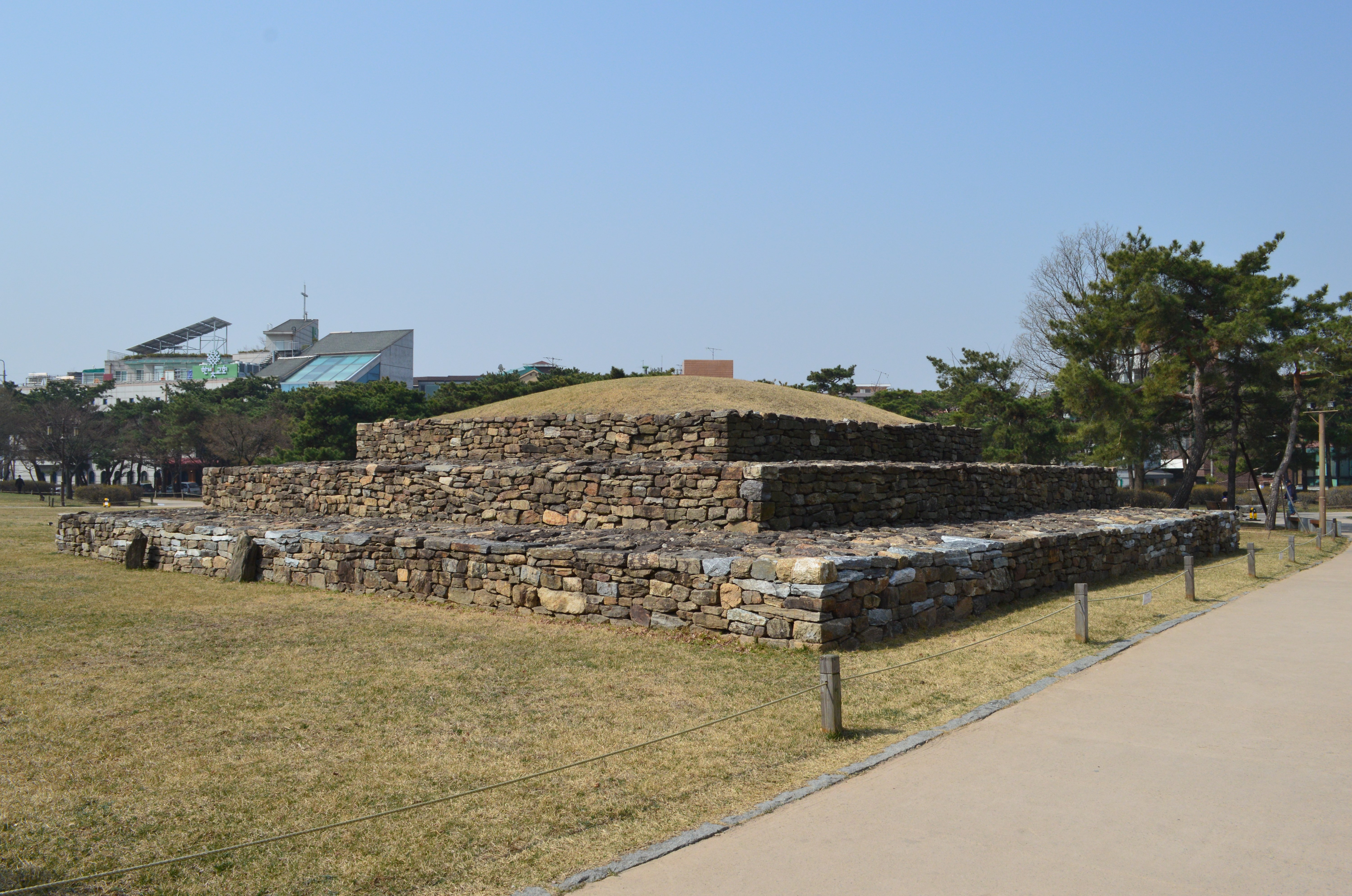
석촌동 제2호분

제2호분은 복원 정비하기 이전에는 길이 약 25m, 너비 약 20m, 높이 3~4m 크기의 봉우리 모양을 이루고 남아있던 것으로서 봉우리 모양의 분구 기저부 주위에는 민가가 들어서고 돌담이 둘러 있었으며 파괴된 분구 위에는 약 10~3cm 두께로 흙이 덮여 있었다.
발굴 조사에서 확인된 제2호분의 분구 축성은 제1단의 바깥둘레에 1m 정도 높이로 포갠 돌을 쌓고 그 내부에 진흙을 다져 채웠으며 제2단은 제1단의 적석 가장자리에서 얼마쯤 안쪽으로 들어가서 포갠 돌을 쌓은 다음에 다시 그 내부에 진흙을 다시 채우고 제3단은 제1, 2단과 같은 방법으로 축성하고서 정상부에서는 둥그렇게 흙을 덮은 것으로 보인다. 그리고 제1단의 동·서·남쪽 면에는 지탱석이 각각 1개씩 남아 있었다. 내부구조의 확인에 있어 동북 1/4구역과 서북 1/4구역의 일부만이 발굴조사가 이루어졌기 때문에 그 전모는 알 수가 없고 다만 동북 1/4구역의 바닥에 자갈과 막돌조각이 섞여 깔려 있었음이 확인되었으며 깔린 돌 사이에는 붉은 갈색 연결 토기편이 흩어져 있었다.
복원 정비된 제2호분의 제1단은 길이 동서 16.4m, 남북 16.5m, 높이 90cm,단의 너비 2m이며 제2단은 길이 동서 12.5m, 남북 12.6m, 높이 0.9m,단의 너비 2m이며 제3단은 길이 동서 8.5m, 남북 8.6m, 높이 1.7cm, 단의 너비는 정상부에 흙이 덮여 있어 확실하지 않으며 전체 높이는 3.5m이다.
그리고 제1단 바닥 서북쪽에는 장축을 동북~서남 방향으로 둔 목곽 토광묘 1기가 드러났는데 크기는 길이 2.5m, 북쪽너비 1.6m, 중앙너비 0.4m, 남쪽너비 0.65m, 길이 0.1m~0.15m이다.
이러한 구조 형식의 적석총은 분구·내부 구조 등 고분 전체를 돌로 쌓아 축조한 고구려 식의 전형적 적석총이 변하여 백제화된 것으로 보인다.

## 석촌동 제3호분

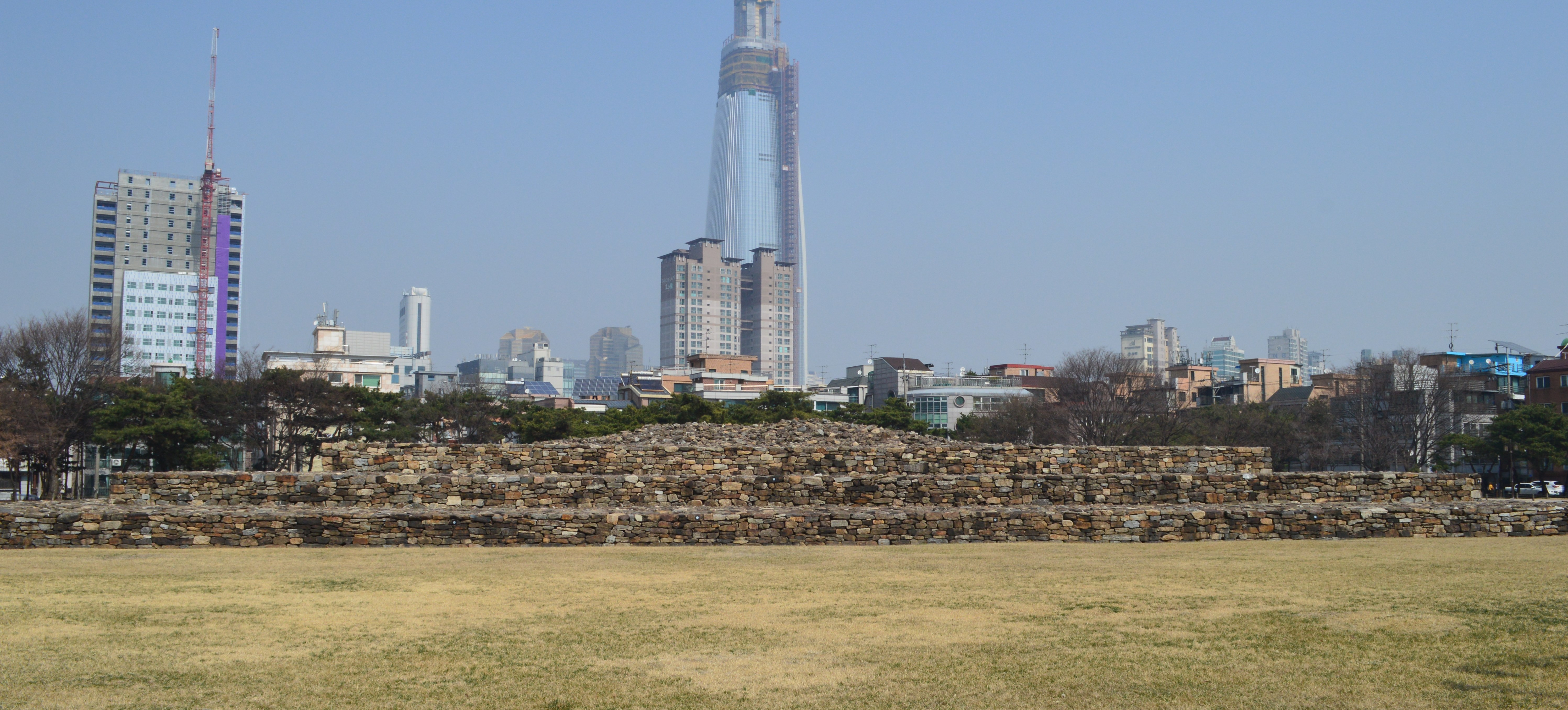
석촌동 제3호분

제3호분은 가로 50.8m, 세로 48.4m, 높이 4.5m로 규모는 석촌동 고분군 중 가장 거대하며 조성시기와 규모로 보아 근초고왕 혹은 근구수왕의 무덤으로 추정된다.

## 석촌동 제4호분

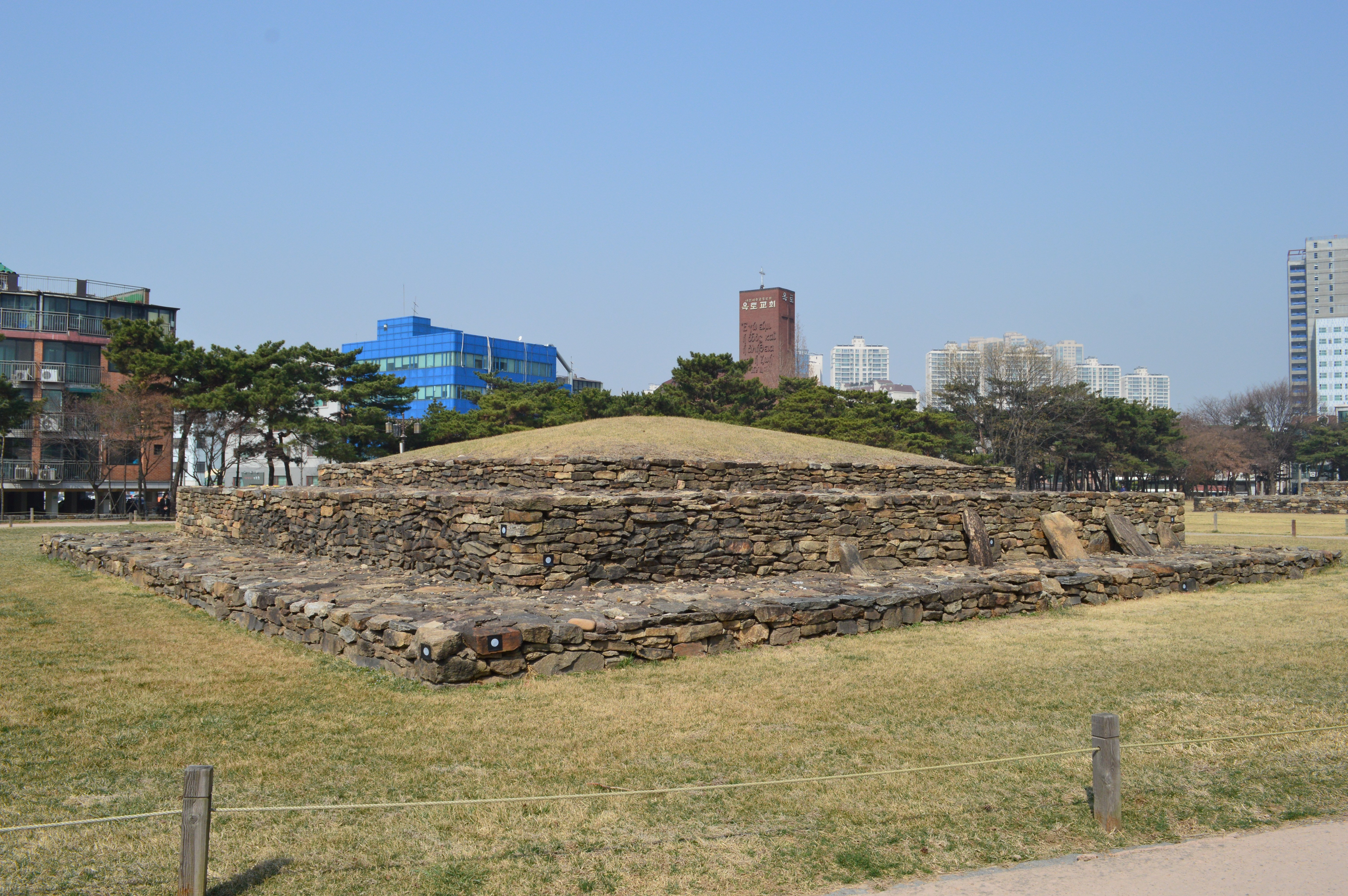
석촌동 제4호분

제4호분은 길이가 17.2m로 백제형 돌무지 무덤의 형태를 따르고 있고, 개로왕 시기 기록에 '큰 돌을 가져다 덧널을 만들어 아버지의 뼈를 묻고'라는 기록을 통해 비유왕의 무덤으로 추론하는 연구가 제시되기도 한다.

## 석촌동 제5호분

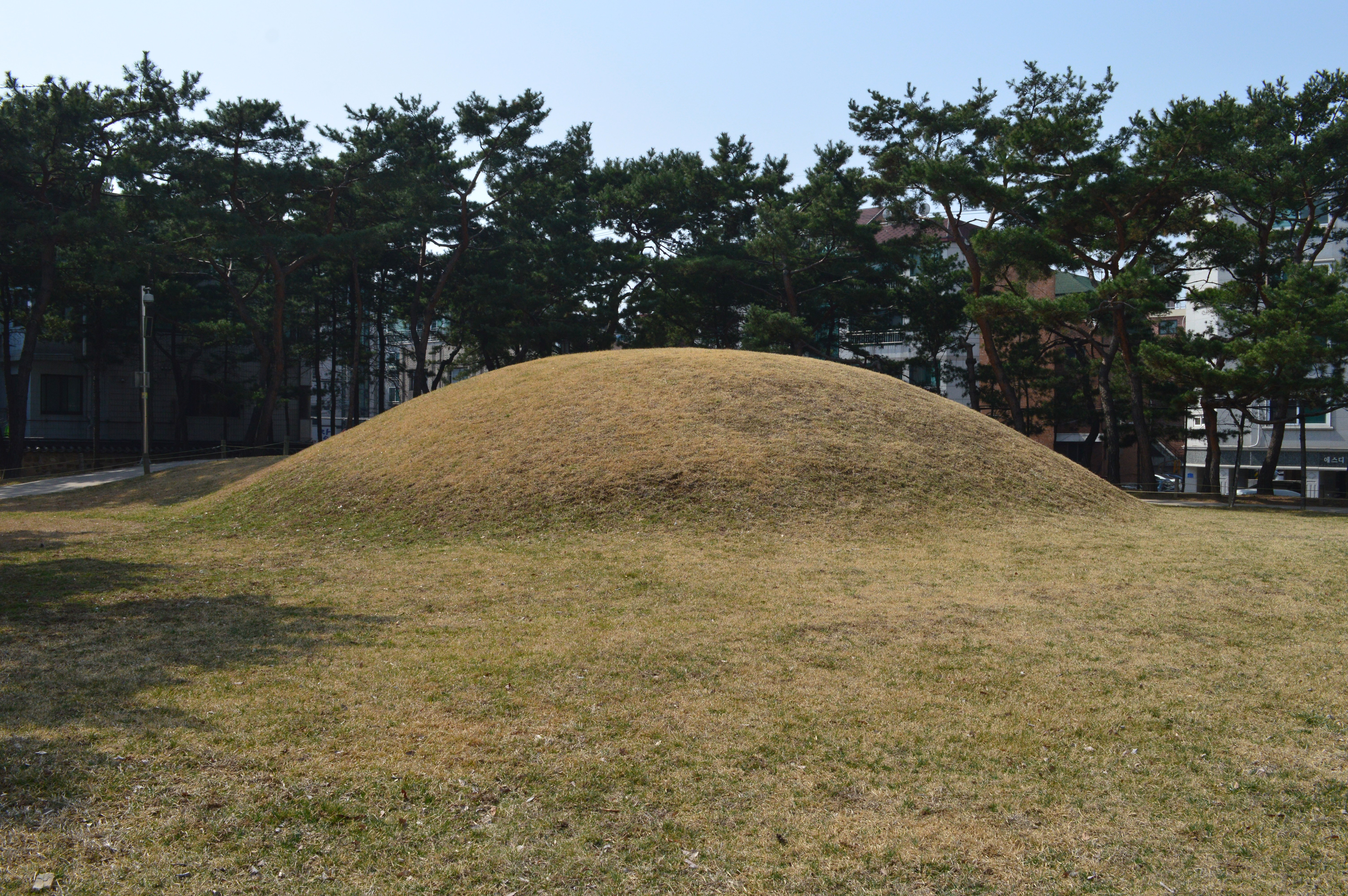
석촌동 제5호분

분구를 흙으로 쌓은 봉토분으로서 유존 상태가 양호하고 또 이 일대에 남아있는 유일한 봉토분이므로 보존하기 위하여 분구 일부만 발굴 조사하고 내부 구조는 확인하지 않았다.
분구는 내부 구조 위에 흙을 다져 쌓아 덮고 그 위에 강돌과 막돌을 섞어 한 벌 깐 다음에 다시 그 위에 흙을 엷게 덮은 즙석분구이다.
이와 흡사한 즙석분구의 본토분인 가락동 제1·2호분이 이 고분에서 동분쪽으로 약 10m 떨어진 곳에 자리 잡고 있었다. 2기의 고분은 1969년의 발굴 조사에서 그 내부 구조가 확인되었는데 가락동 제1호분은 토광 안에 목관을 안치한 목관토광묘 형식이었고 제2호분은 토광 안에 목관을 안치한 목관토광묘 협의의 것과 옹관묘 형식의 것이 함께 묻힌 구조형식의 고분이었다. 가까이에 있고 거의 같은 시기인 백제 전기 2기의 고분인 점으로 미루어 석촌 제5호분도 그 내부 구조는 목관토광묘 형식의 것으로 추측케 된다.
분구의 현재 크기는 지름 17m, 높이 3m인 원형봉토분이다.

## 석촌동 제2호 토광묘

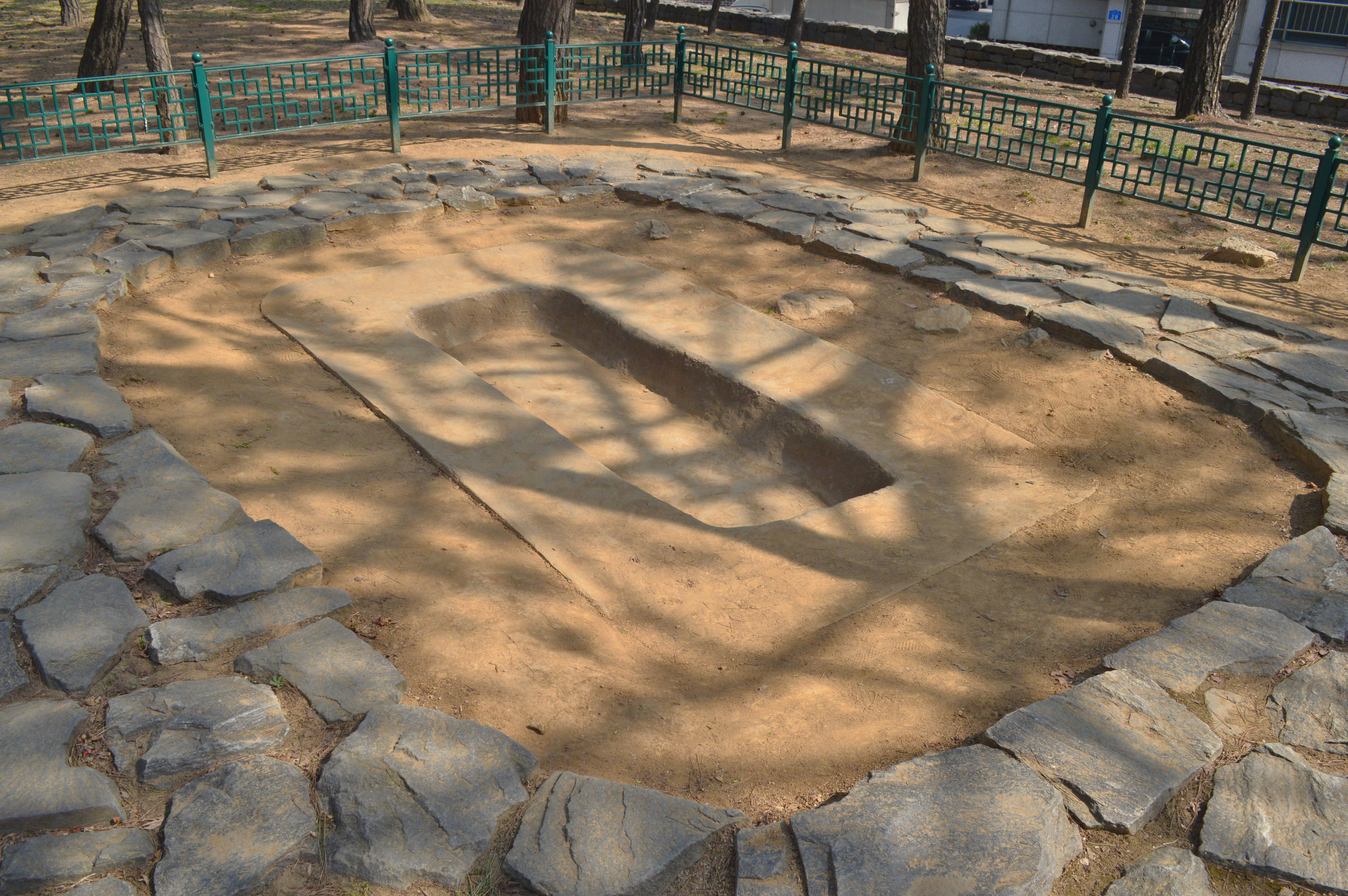
석촌동 제2호 토광묘

석촌동 제2호 토광묘는 생토층을 파서 묘광을 만들었는데 평면은 장방형이고 장축은 동남동에서 서북서로 두었다. 벽면은 바닥에서 위로 향하여 약간 경사졌고 아무런 시설을 하지 않은 바닥의 동쪽에는 회백색의 목이 짧은 단지 1개가 놓여 있었으며 묘광 바닥에서 약간 위인 흙속에서 지름 1.6~1.7cm 크기의 민 고리 금귀고리 1개가 드러났다.
토광묘의 크기는 길이 223cm, 너비 76cm, 높이 21cm이다. 그리고 이러한 구조형식의 토광묘는 제3호분과 근접한 동쪽 지점에서 10여기가 드러났는데 적석총 바닥보다 아래층에 위치한 점으로 미루어 토광묘는 적석총보다 앞선 시기의 묘제였음을 짐작케한다.

## 석촌동 제3호 토광묘

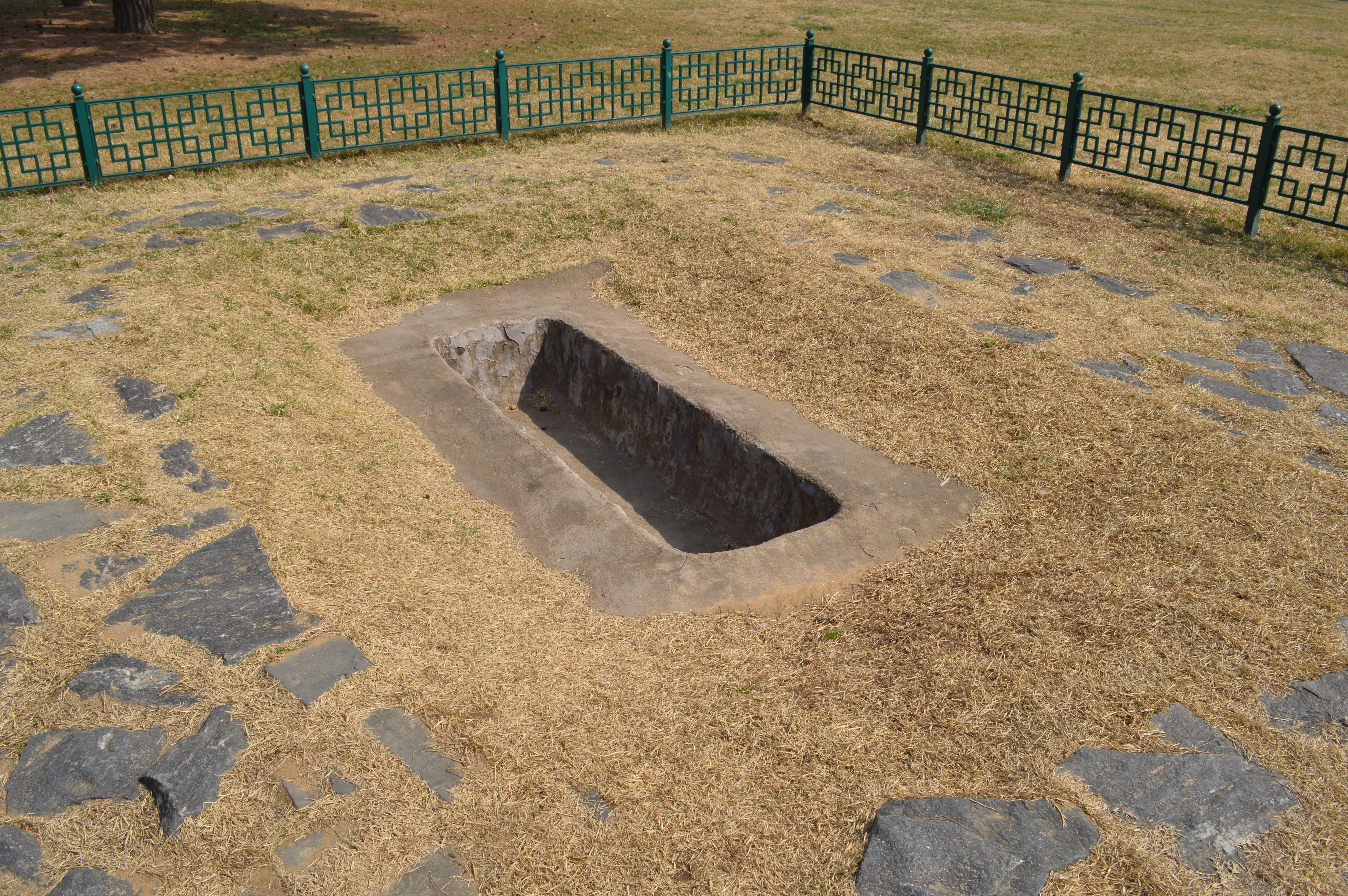
석촌동 제3호 토광묘

제3호 토광묘는 표토 밑 70cm에서 드러났고 평면은 네 모서리가 둥그스럼한 장방형이며 장축은 동북에서 서남으로 두었다. 벽면은 수직이고 아무런 시설을 하지 않은 바닥의 북서쪽 모서리에 회청색의 목이 짧은 단지 1개가 놓여 있었다.
묘광의 규모는 길이 230cm·너비 84cm·높이 18cm이다. 이 모형 토광묘는 원형 토광묘를 영구히 보존하기 위하여 원형 토광묘에 방수시설을 하고 그 바로 위 50cm 되는 곳에 원형 그대로 만들어 놓은 것이다. 그리고 이러한 형식의 토광묘는 이 지역에서 3기가 드러났다.

## 내원외방형 적석총

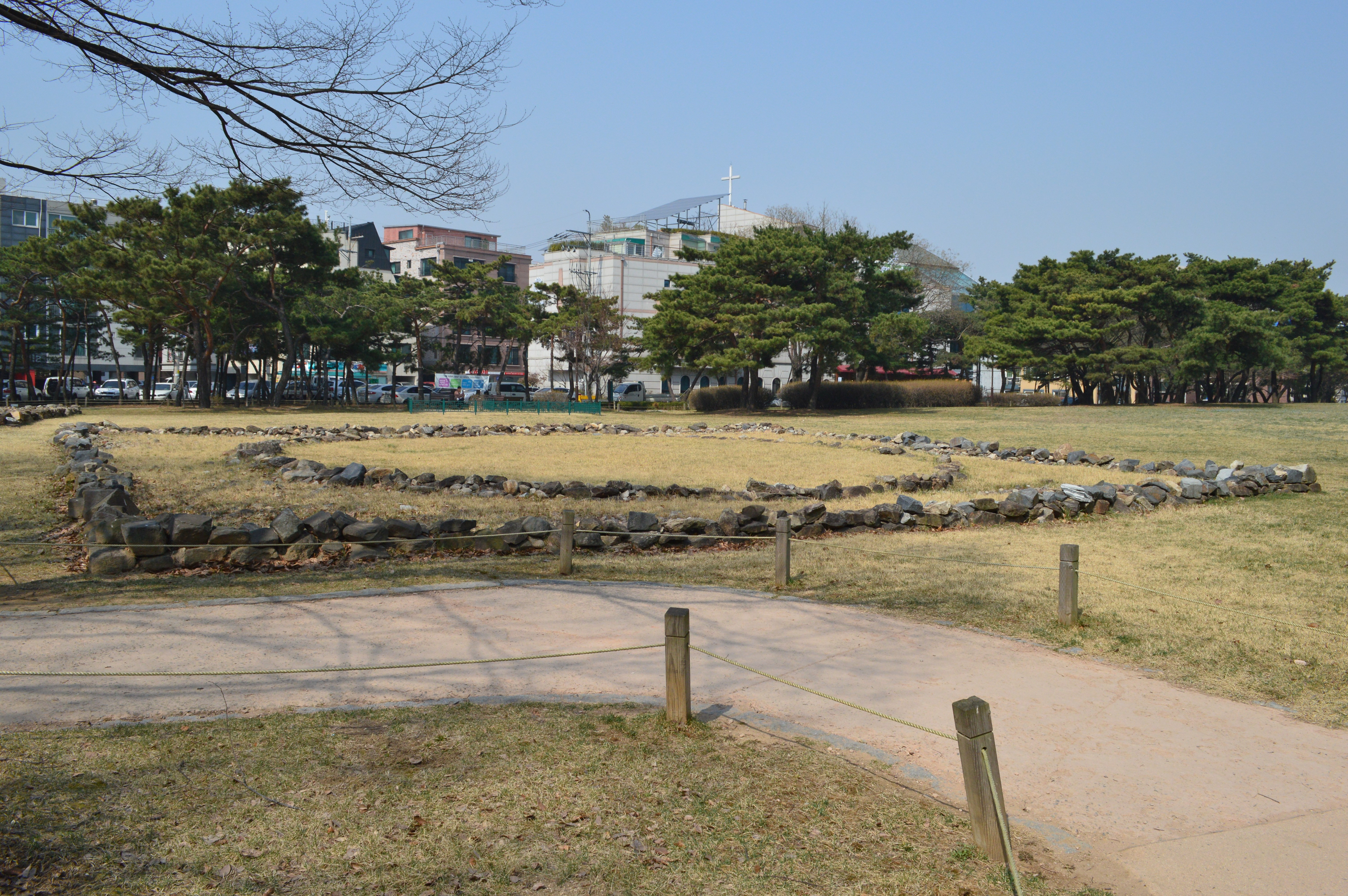
내원외방형 적석총

시기는 알 수 없으나 오래 전에 분구, 내부구조, 기단부 등이 파괴되어 흙이 덮이고 그 위에 민가가 들어서 고분의 원형을 밝힐 수 없으나 발굴 조사에 의하여 고분 기단부의 서남 모서리와 서·북쪽의 석축 기단 일부를 찾아냈다. 찾아낸 고분 기단부의 석축 부분을 바당으로 복원 정비하니 안쪽은 지름 11.4m의 원형을 이루고 바깥쪽은 변 길이 16m의 방형이 되었다.
이로서 이 적석총의 기단부의 모양은 내원외방형이라고 보게 된다. 그리고 안쪽 원형 석축 바닥에서는 적석 토광묘 2기가 석관묘 3기가 드러났는데 이러한 적석 토광묘와 석관묘 위에 이 적석총이 축조된 것으로 보인다.
한편 일본 고분에는 상부가 평면 원형이고 하부가 평면 방향인 상원하방분이라는 것이 있는데 그평면의 모양은 이 적석총의 기단 평면 모양과 흡사하다.

## 참고 자료
- 서울 석촌동 고분군 - 국가유산청 국가유산포털
- 송파구 문화관광 홈페이지 보관됨 2016-11-19 - 웨이백 머신